# HQ-10
O HQ-10 (chinês simplificado :红旗-10 ; chinês tradicional :紅旗-10 ; pinyin : Hóng Qí-10 ; lit. 'Red Banner-10') é um míssil terra-ar de curto alcance projetado pela China Aerospace Science e Technology Corporation (CASC), atualmente em serviço como um sistema de mísseis de defesa pontual a bordo de navios de guerra da Marinha do Exército Popular de Libertação.

## Usuários
China
- Marinha do Exército Popular de Libertação